# Fred Brooks

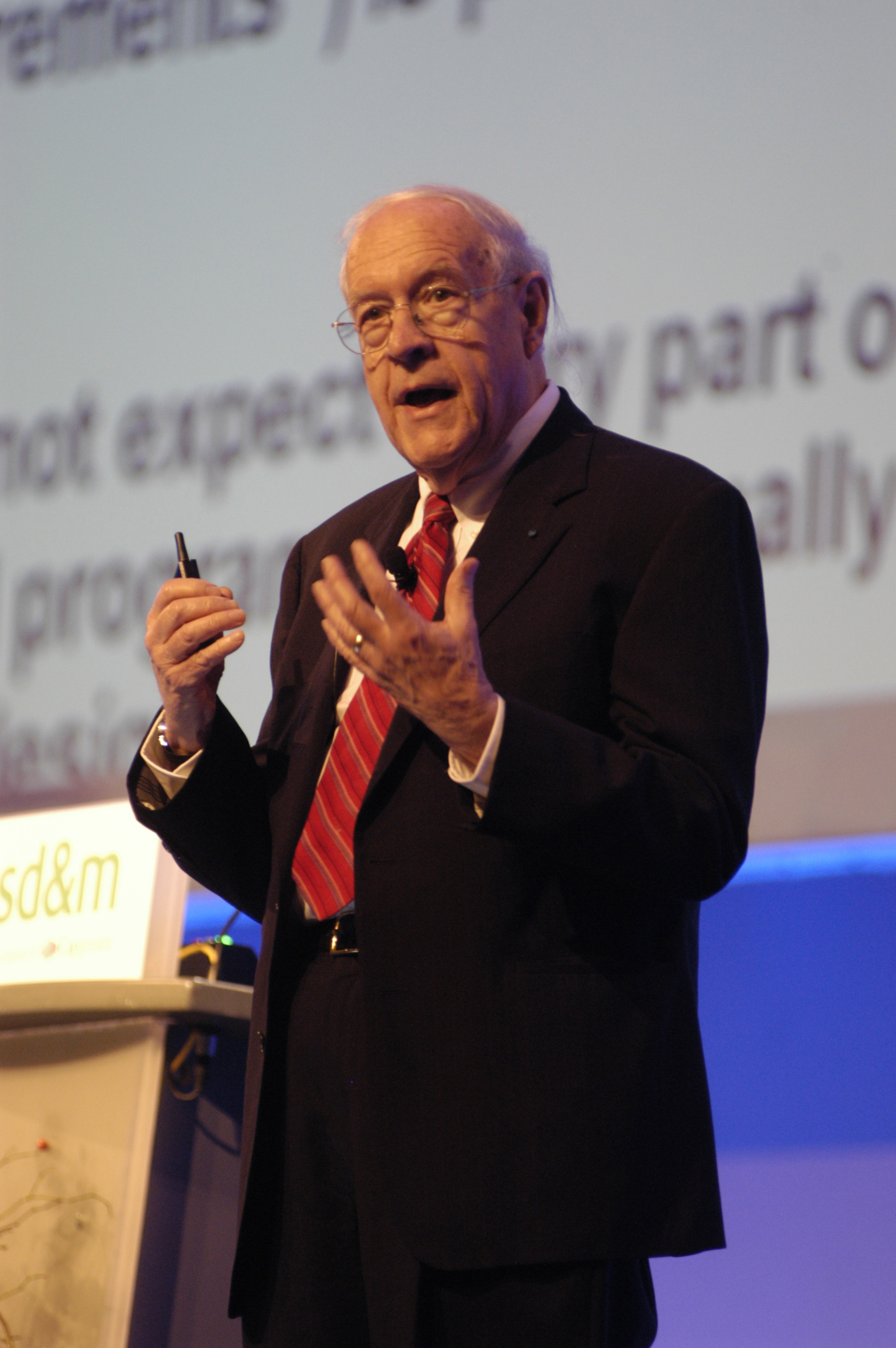
Fred Brooks

Frederick Phillips Brooks, Jr. (ur. 19 kwietnia 1931 w Durham, Karolina Północna, zm. 17 listopada 2022) – informatyk amerykański, laureat Nagrody Turinga z 1999 r. za wkład w dziedzinie architektury komputerów, systemów operacyjnych i inżynierii oprogramowania.